# Heliangelus
Genre
Heliangelus est un genre d'oiseaux-mouches (la famille des Trochilidés) de la sous-famille des Lesbiinae et de la tribu des Lesbiini.

## Liste des espèces
D'après la classification de référence (version 14.2, 2025) du Congrès ornithologique international, ce genre est constitué des espèces suivantes (par ordre phylogénique) :
- Heliangelus mavors – Héliange mars
- Heliangelus amethysticollis – Héliange à gorge améthyste
- Heliangelus clarisse – Héliange de Clarisse
- Heliangelus spencei – Héliange du Mérida
- Heliangelus strophianus – Héliange à queue bleue
- Heliangelus exortis – Héliange tourmaline
- Heliangelus micraster – Héliange menu
- Heliangelus viola – Héliange viola
- †Heliangelus zusii – Héliange de Bogota
- Heliangelus regalis – Héliange royal